# Улица Блохина (Санкт-Петербург)
У́лица Блохина́ — улица в Петроградском районе Санкт-Петербурга. Проходит от Кронверкского проспекта до Большого проспекта Петроградской стороны.

## История
Проложена в 1730-х годах, и в самом начале включала в себя две улицы: Малую Никольскую улицу (пролегала от нынешнего Кронверкского проспекта до переулка Талалихина) и Никольскую набережную (от переулка Талалихина до Ждановской набережной). В 1871 году Малую Никольскую улицу переименовывают в Церковную улицу (из-за находящегося на ней Князь-Владимирского собора).
6 октября 1923 года Церковную улицу переименовывают в улицу Блохина, в честь К. Н. Блохина, участника революционного движения в России, работавшего в Петроградском трамвайном парке (сейчас Трамвайный парк № 3 имени Блохина), депутата Петроградского совета, участника Гражданской войны 1918—1920 годов в России.
Прежде на улице Блохина было одностороннее движение почти на всём протяжении — на участках от Большого проспекта до Храмова переулка и от переулка Нестерова до Мытнинской площади. 16 июня 2016 года односторонним стал и участок между ними — от Храмова переулка до улицы Нестерова.

## Транспорт
- «Спортивная»

Движение общественного транспорта по улице отсутствует. По соседним улицам проходят маршруты:
- № 6, 40
- № 1, 7, 9, 31
- № 1, 10, 128, 191, 227, 230, 249, 275

## Застройка

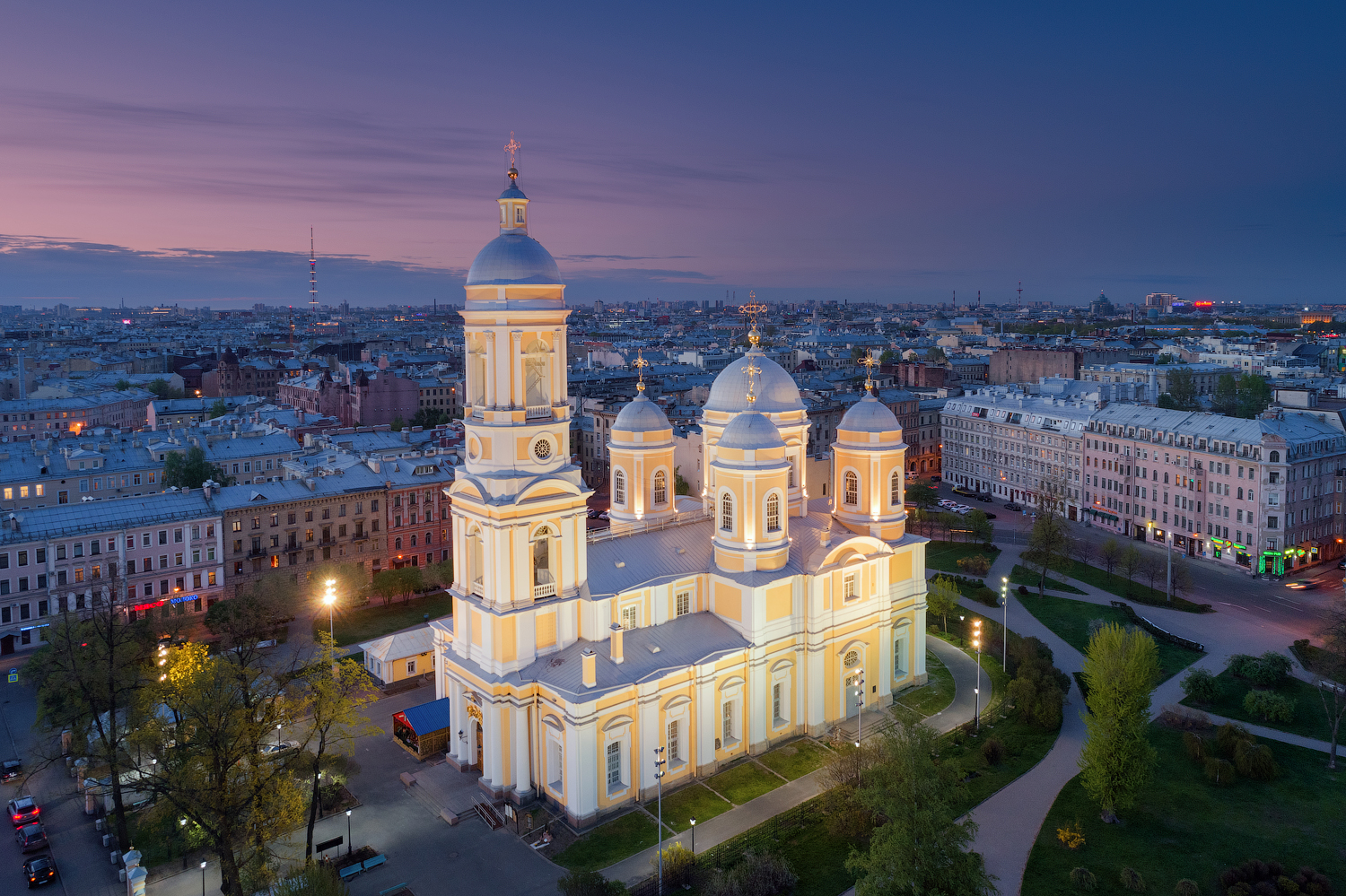
Князь-Владимирский Собор

### Общая характеристика
Существующая на сегодняшний день регулярная застройка улицы сложилась в конце XIX — начале XX веков и преимущественно представлена зданиями в стиле модерн и эклектика.

### Архитектурные доминанты
- Дом № 26  Объект культурного наследия № 7810361000№ 7810361000 — Собор равноапостольного князя Владимира, 1765—1789. Архитекторы Антонио Ринальди, И. Е. Старов, барокко.

### Здания и достопримечательности

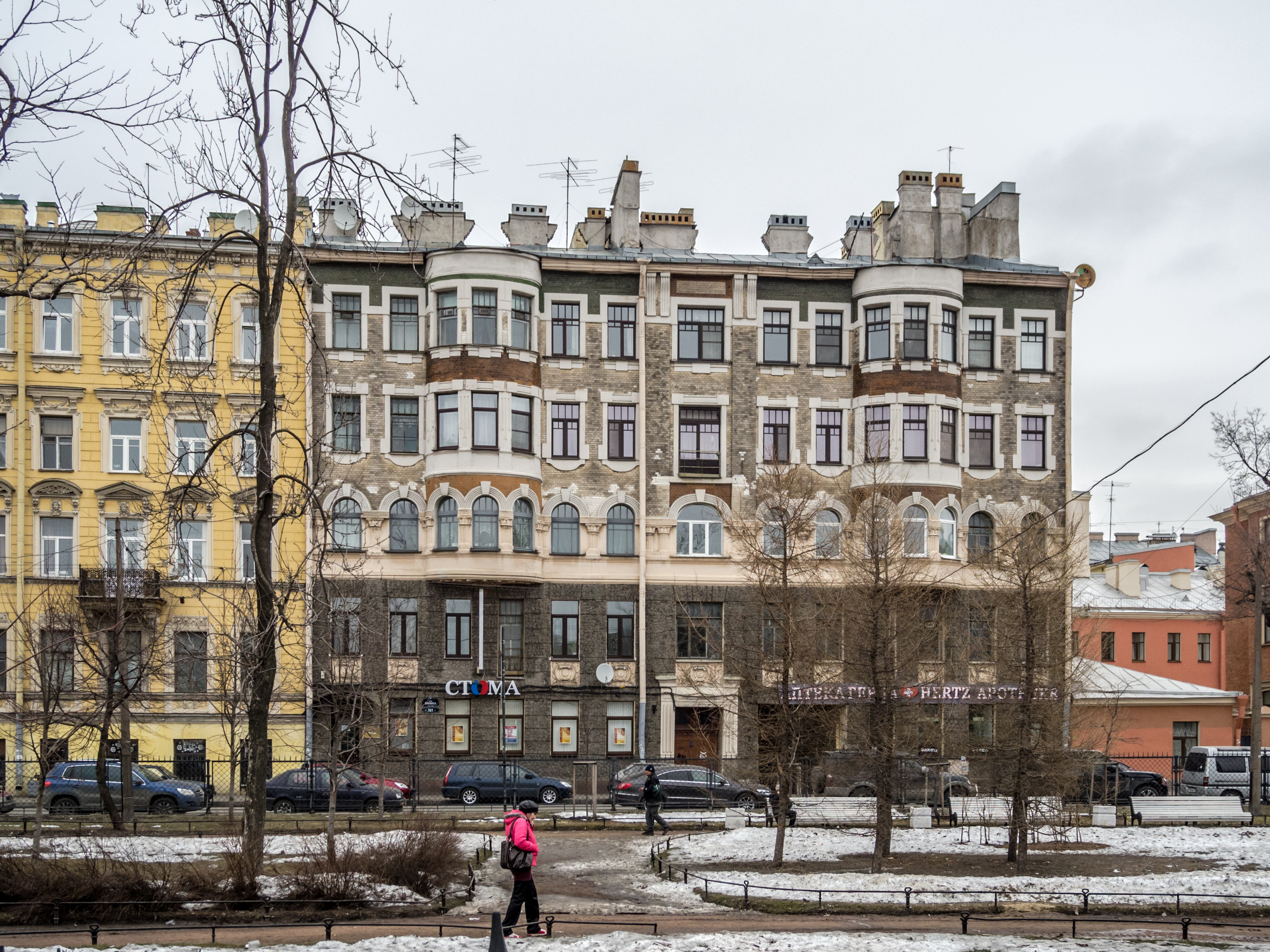
Доходный дом Тележкина, 1911—1912

- Дом № 1 (Кронверкский проспект, дом 75) — 1901, арх. Н. А. Дрягин, модерн.
- Дом № 2 (Кронверкский проспект, дом 77)  памятник архитектуры (региональный) — доходный дом Кёнига, 1911—1912, арх. К. К. Шмидт. В разные годы в доме жили архитектор Альфред Александрович Парланд, оптик Николай Георгиевич Пономарёв, литературовед Сергей Арсеньевич Малахов, переводчик Александр Николаевич Горлин, географ Константин Константинович Марков, скульптор Вера Семёновна Драчинская[6]
- Дом № 3 (Мытнинский переулок, дом 1) — доходный дом В. Т. Тимофеева, 1905, арх. Н. И. Иванов[7]. В доме проживали: в 1911—1912 годах — учёный-арабист И. Ю. Крачковский; в 1916 году — художник М. А. Балунин.
- Дом № 4 — доходный дом Бурцева, 1905, арх. П. И. Мульханов, модерн[8].
- Дом № 5 (Мытнинский переулок, 2) — 1872, архитектор К. Т. Соловьёв, эклектика.
- Дом № 6 — доходный дом Бурцева, 1903—1904, арх. П. И. Мульханов, модерн. В этом доме проживал советский изобретатель в области техники связи, создатель звукового кино Александр Фёдорович Шорин (1890—1941). С начала XX века и до недавнего времени на первом этаже здания располагался продовольственный Кулаковский магазин[9].
- Дом № 7 — доходный дом, 1877, Н. А. Газельмейер, классицизм.
- Дом № 8 — Дом Культуры «Красный Октябрь», 1957, сталинский неоклассицизм. В 2005 году здание ДК было перестроено под деловой центр.
- Дом № 9 — в 1914-м на этом участке по проекту В. О. Мора (возм. В. Д. Николя) была построена католическая церковь святого Бонифация. Снесена в 1940-х годах[10]. 1950-х годов и до 2004 года в здании находился филиал Невской кожно-галантерейной фабрики. С 2004-го на участке располагается бизнес-центр.
- Дом № 11 — доходный дом в стиле модерн, 1909, арх. Владовский Александр Игнатьевич.
- Дом № 12 — доходный дом Кандаурова (Лытиковой), 1905, арх. А. К. Голосуев. В этом доме в 1910 годах находилось Общество любителей мироведения под председательством Н. А. Морозова[11].
- Дом № 15 — жилой дом, построенный в стиле сталинский неоклассицизм. В нём расположена котельная "Камчатка, где с осени 1986 по 1988 год работал кочегаром легендарный рок-музыкант Виктор Цой. Впоследствии эта котельная стала культовым местом ленинградского рока.
- Дом № 16 — доходный дом, 1891. В кв. 15 (надстройка) с 1957 г. находятся мастерские художников Б. Г. Крейцера (1905—1979), Г. А. В. Траугот, В. П. Яновой (1907—2004).
- Дом № 17 — доходный дом военного инженера Н. И. Полешко, 1904—1907, арх. Н. И. Полешко, эклектика[12]. В начале XX века доме находилась частная учительская семинария Полубинских. В 1908 году здесь открывается частное реальное училище В. П. Кузьминой. В 1920—1925 годах здание занимает ЦИЖВЯ — Центральный Институт живых восточных языков. C 1924 г. в доме № 17 жили учёные-востоковеды[13]: ректор ЦИЖВЯ, китаист Павел Иванович Воробьёв; ректор ЦИЖВЯ, профессор ЛГУ, тюрколог, академик Александр Николаевич Самойлович; китаисты В. М. Алексеев (кв. 5, с 1924 года), Н. А. Невский (кв. 5, с 1929 по 1937 год) и его жена Исоко Мантани — Невская (кв. 5, с 1933 по 1937 год), Борис Александрович Васильев, тюрколог Николай Георгиевич Таланов, Николай Иосифович Конрад(кв. 7). Арестованы в 1937—1938 годах.
- Дом № 18 — доходный дом Второго Российского страхового общества, 1901—1902, арх. В. Д. Николя, модерн.
- Дом № 19 — Механический завод Г. М. Пека, 1899, арх. Н. И. Полешко, эклектика.
- Дом № 20 (пер. Талалихина, 7) — доходный дом Игнатовича, 1903—1904, арх. О. Л. Игнатович, эклектика[14].
- Дом № 21 — доходный дом, 1898—1899, арх. Е. С. Бикарюков, эклектика.
- Дом № 22 — доходный дом, 1911, арх. И. И. Демикелли, эклектика[15]. В 1920—1950 годах в этом доме жил скульптор-реставратор Я. А. Троупянский, один из авторов художественных элементов, украшающих подземный колонный зал станции Петербургского метро «Технологический институт».
- Дом № 23 — дом работников ленинградского филиала института Гипромез, 1955, арх. Я. О. Свирский, сталинский неоклассицизм.
- Дом № 25 — доходный дом, 1898—1899, арх. С. А. Баранкеев, модерн.
- Дом № 27 — доходный дом, 1878—1879, П. П. Наранович, эклектика.
- Дом № 29 — доходный дом, 1851—1852, арх. А. М. Тверской, эклектика. До 1851 года на участке дома № 29 находился частный институт протоиерея М. Б. Каменского. В связи с постройкой нового дома здание института было снесено[16].
- Дом № 31 — бывшее училище святой Елены, арх. А. И. Шамбахер, 1898—1901, эклектика[17]. Также в здании училища находилась домовая церковь равноапостольных Константина и Елены, открытая в 1901 году. В 1918 году церковь была закрыта, а её имущество — передано в Князь-Владимирский собор. В настоящее время в здании расположена средняя школа № 77 с углублённым изучением химии, в помещении бывшей церкви находится школьный актовый зал[18].
- Дом № 33 — доходный дом Тележкина, 1911—1912, арх. М. Ф. Еремеев, модерн[19].

## Галерея

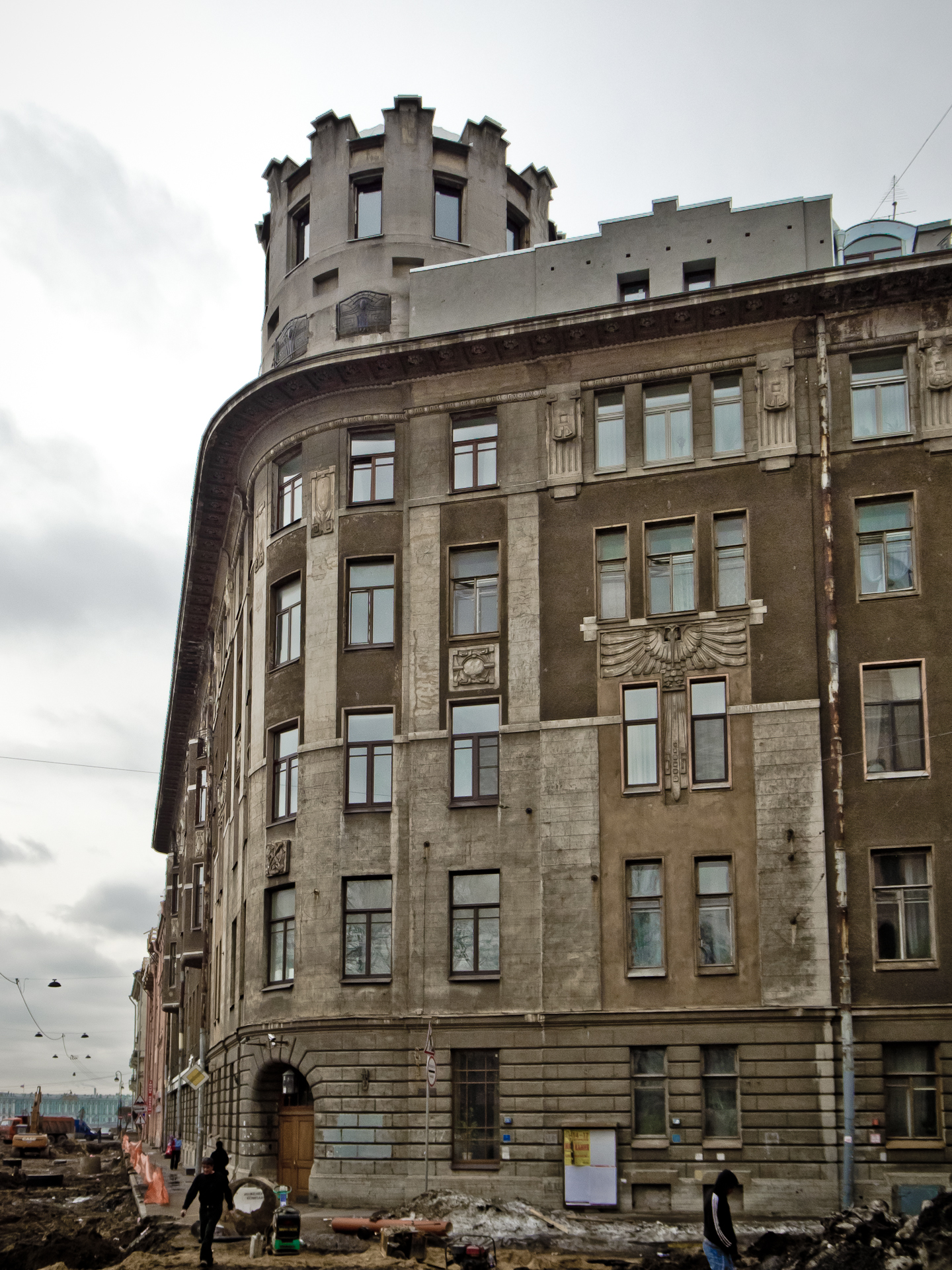
Доходный дом Кёнига (№ 2)
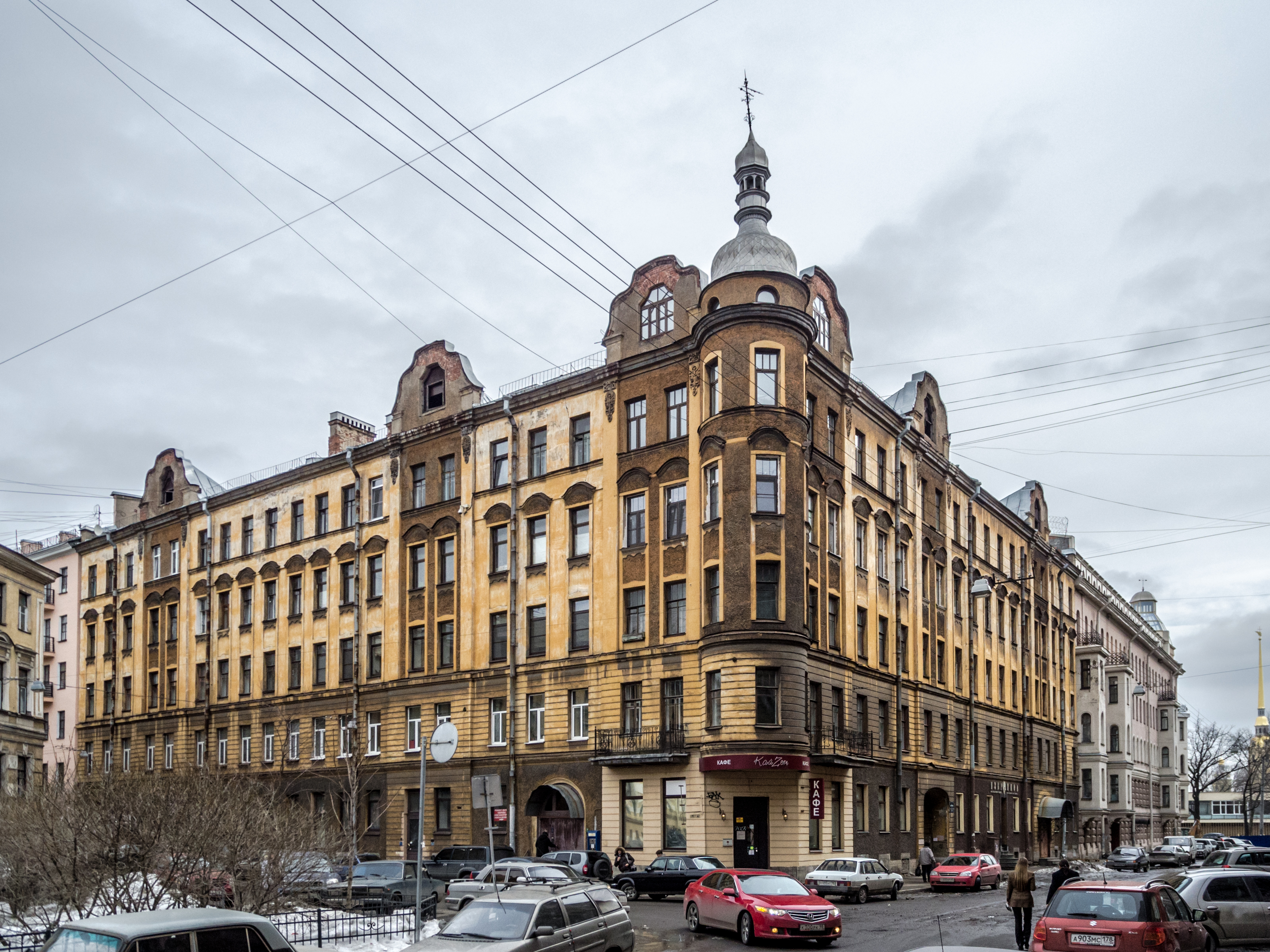
Доходный дом В. Т. Тимофеева (№ 3)
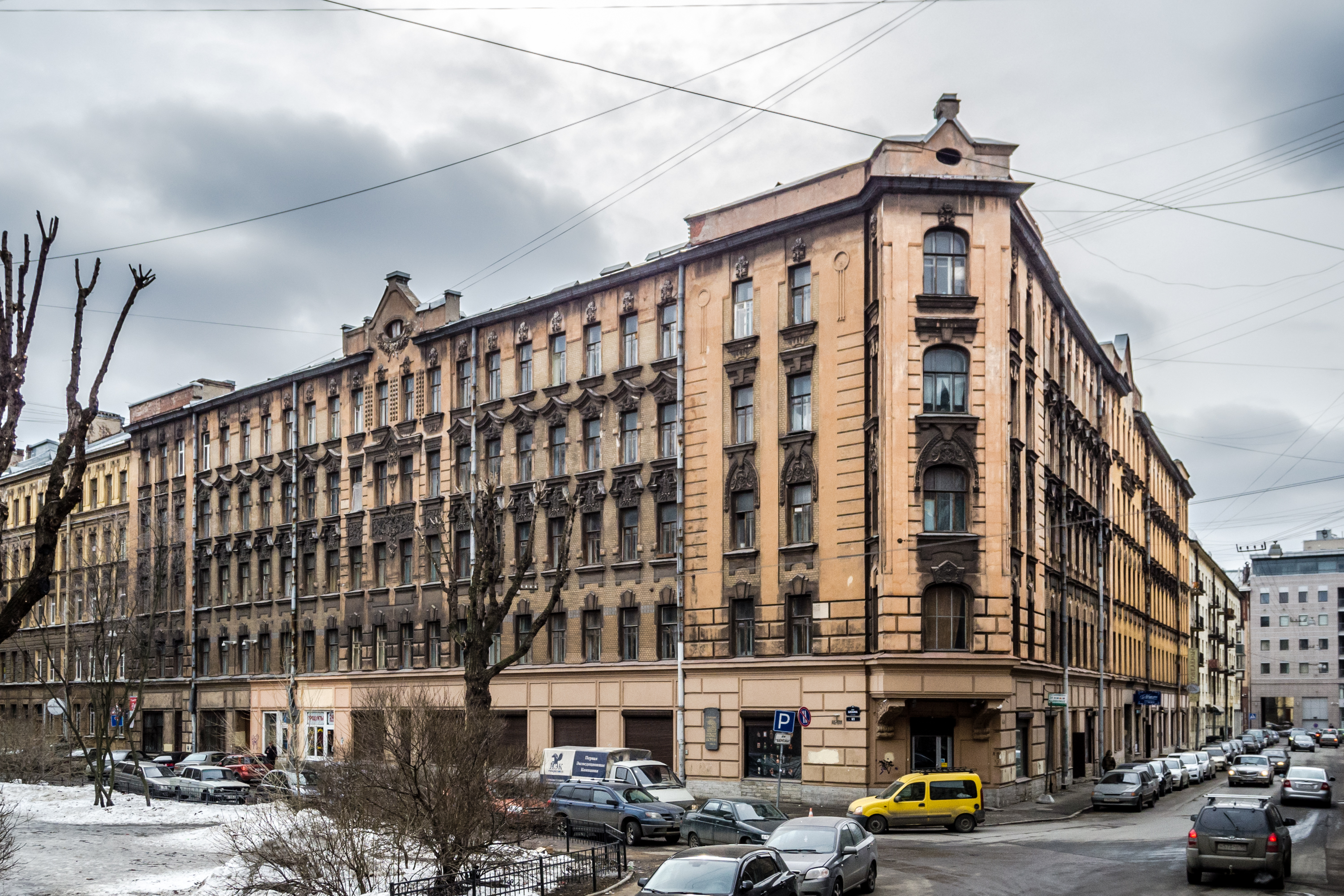
Доходный дом Бурцева (№ 6)
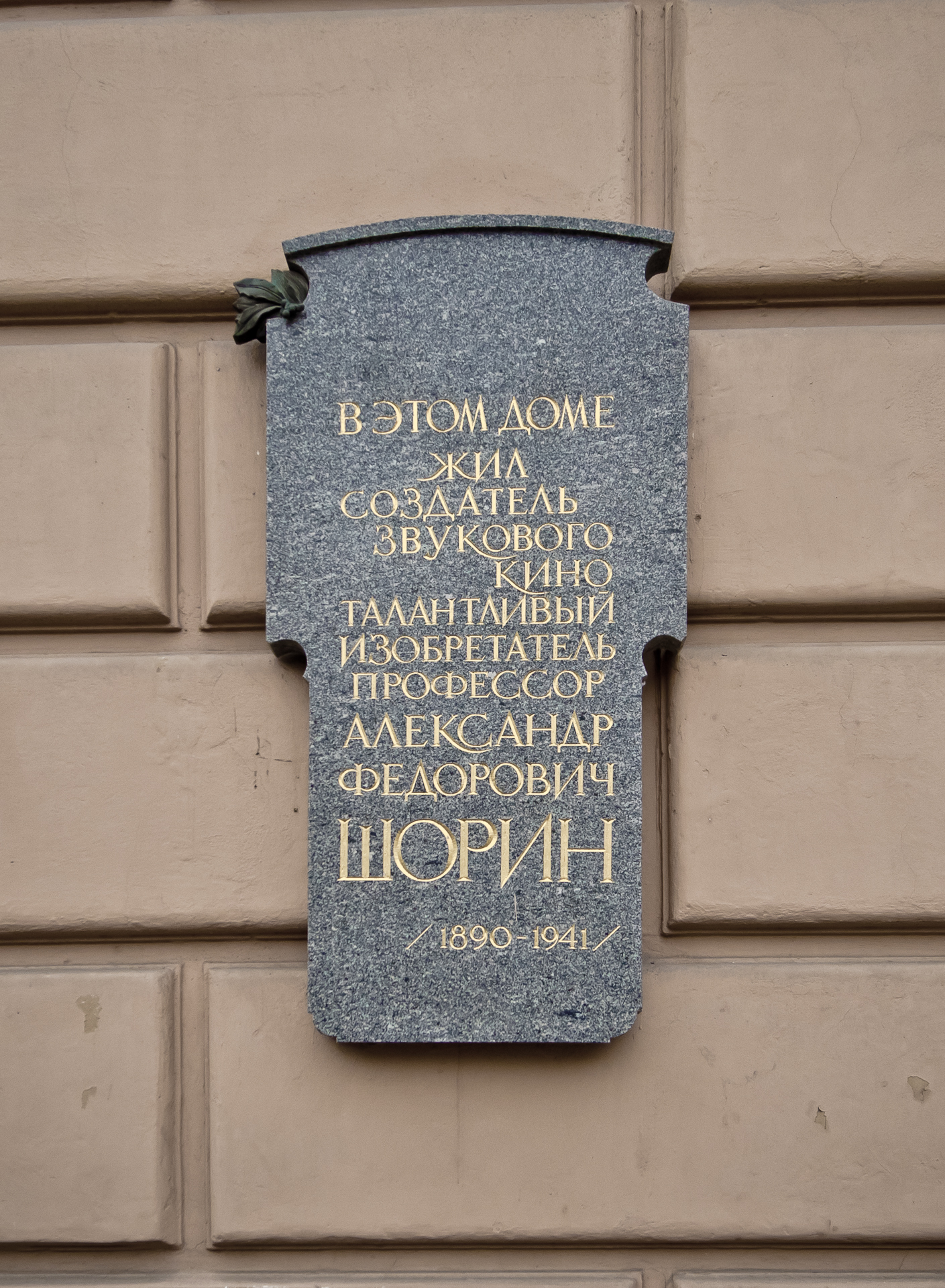
Улица Блохина, дом 6, мемориальная доска А. Ф. Шорину
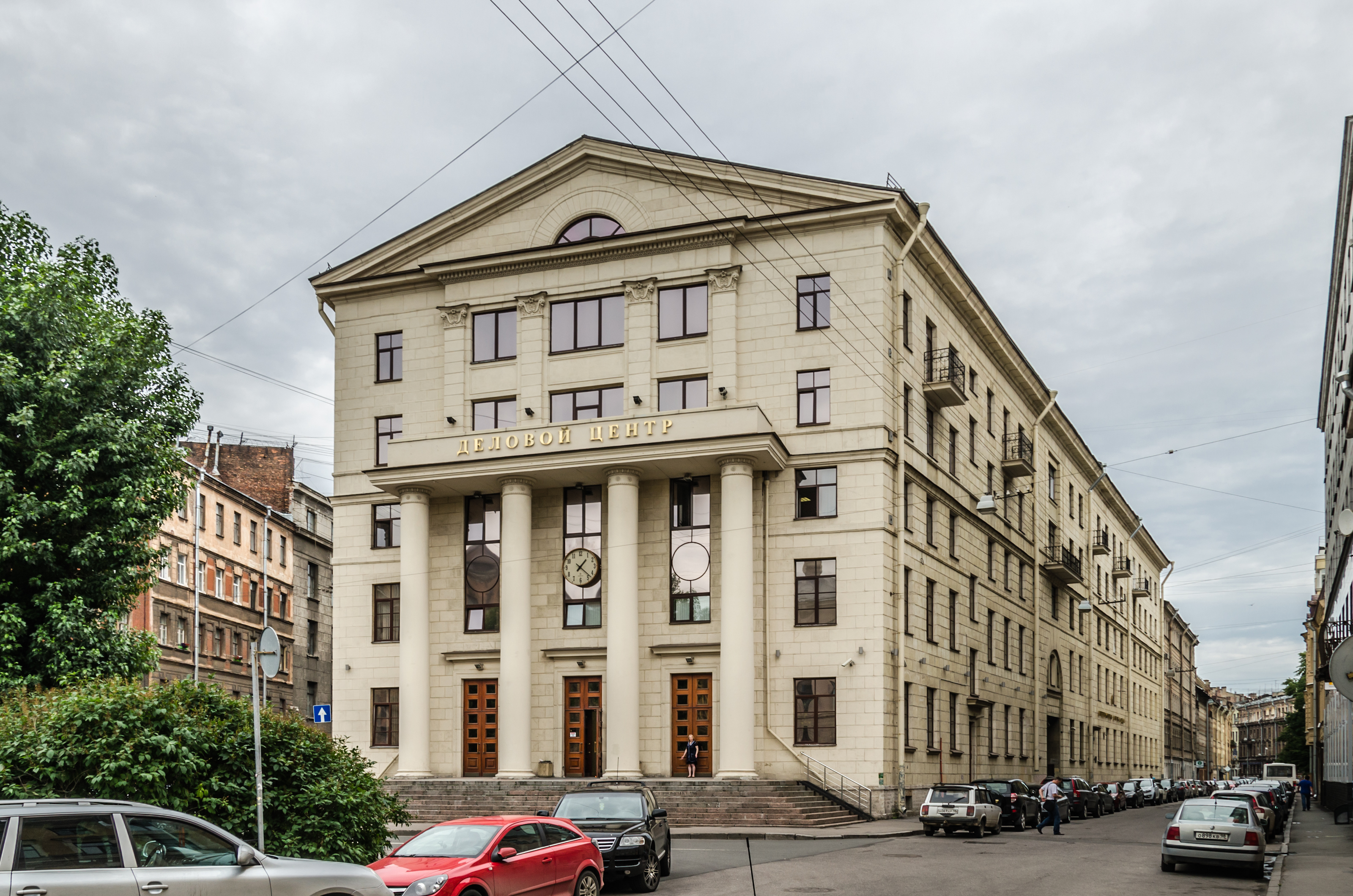
Дом Культуры «Красный Октябрь»
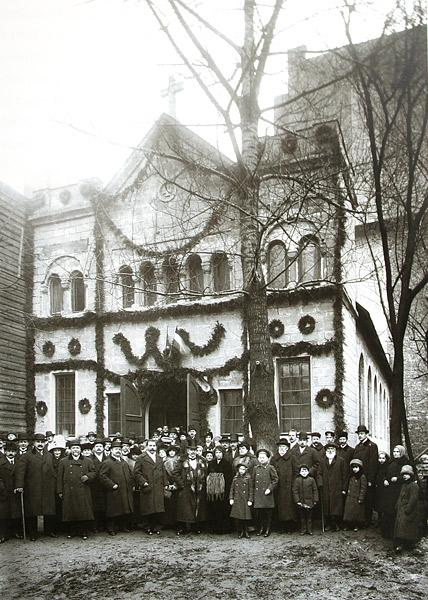
Церковь Св. Бонифация в день её освящения
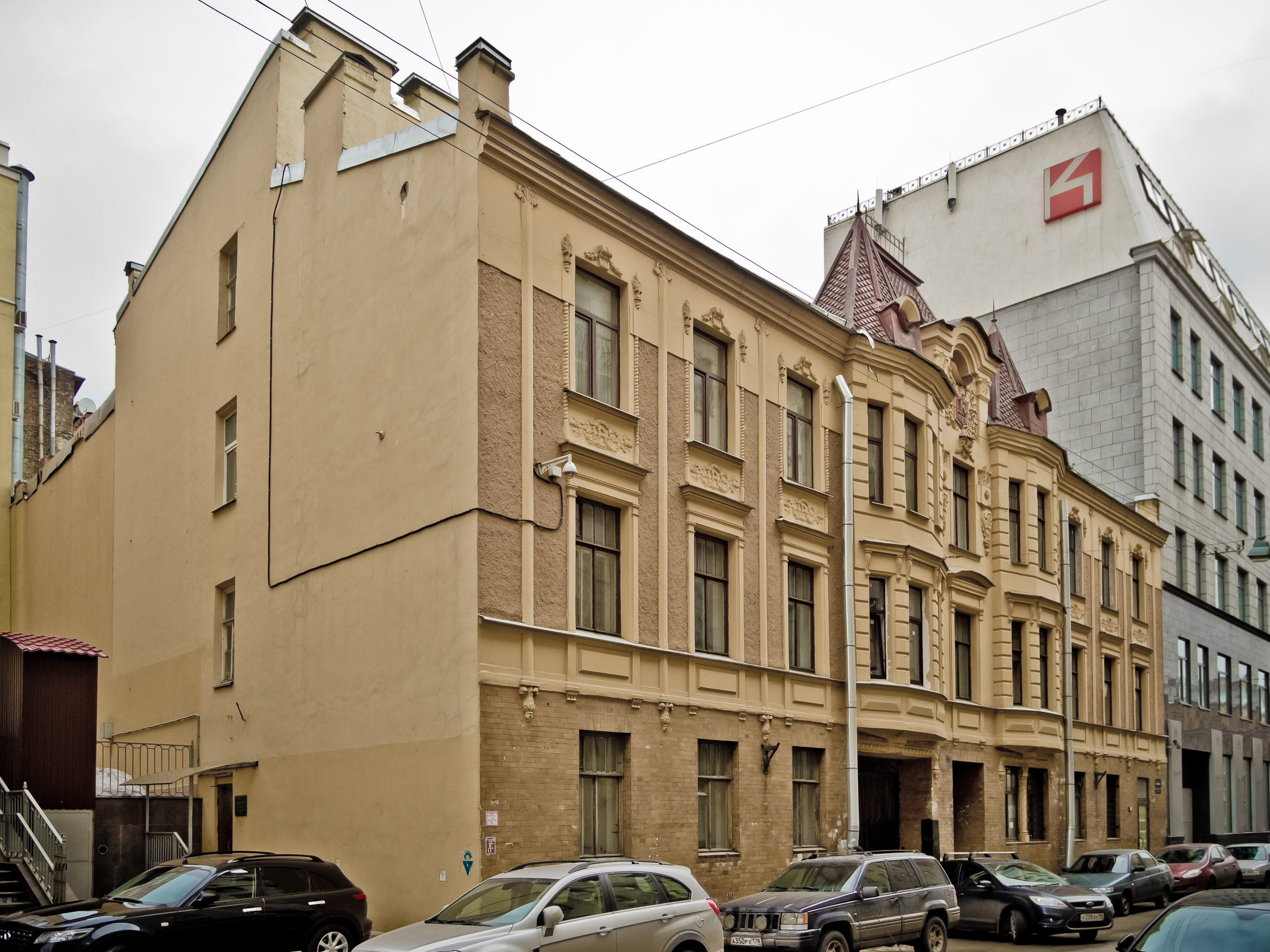
Улица Блохина, дом 11
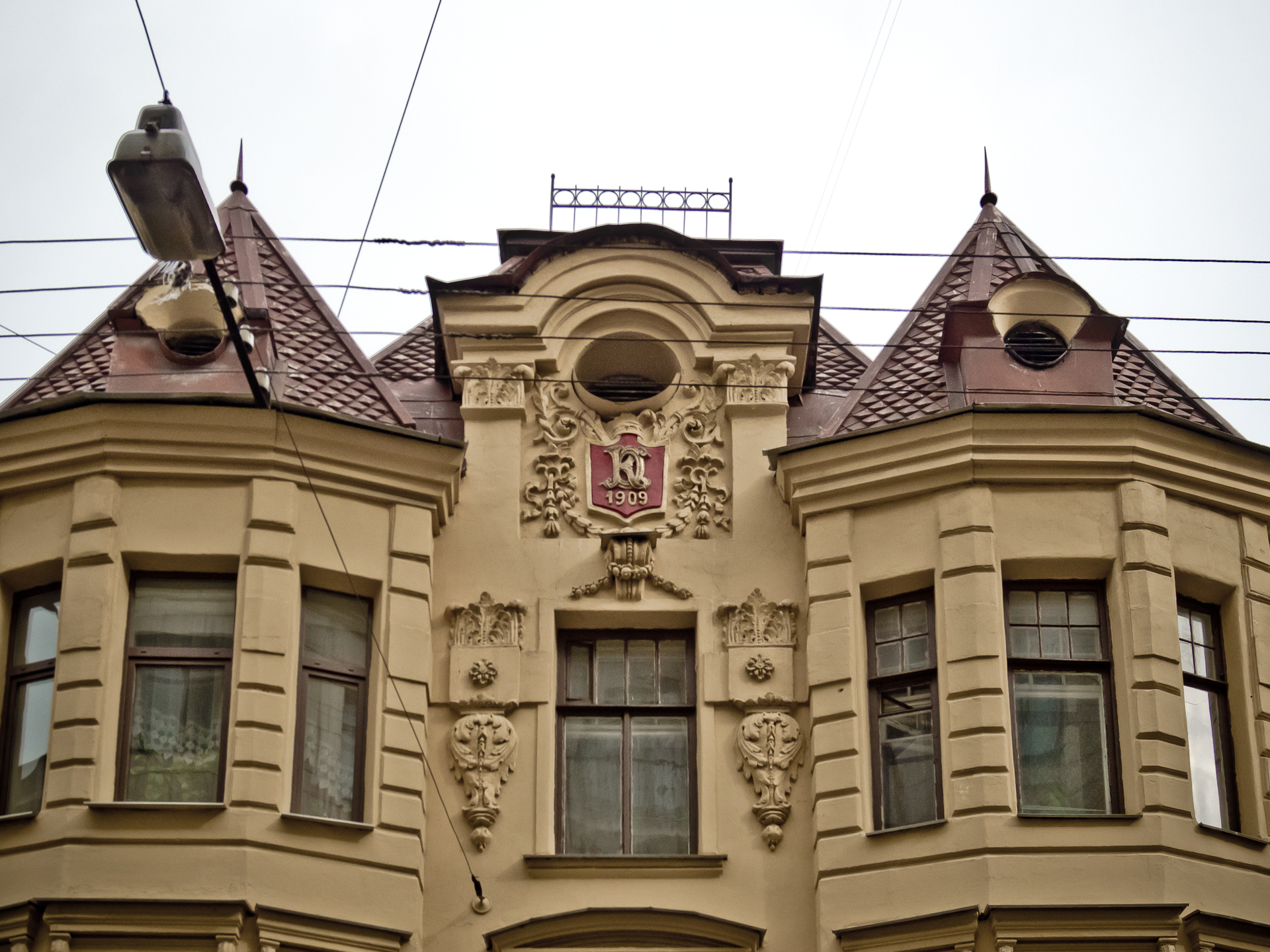
Улица Блохина, дом 11, элементы фронтона
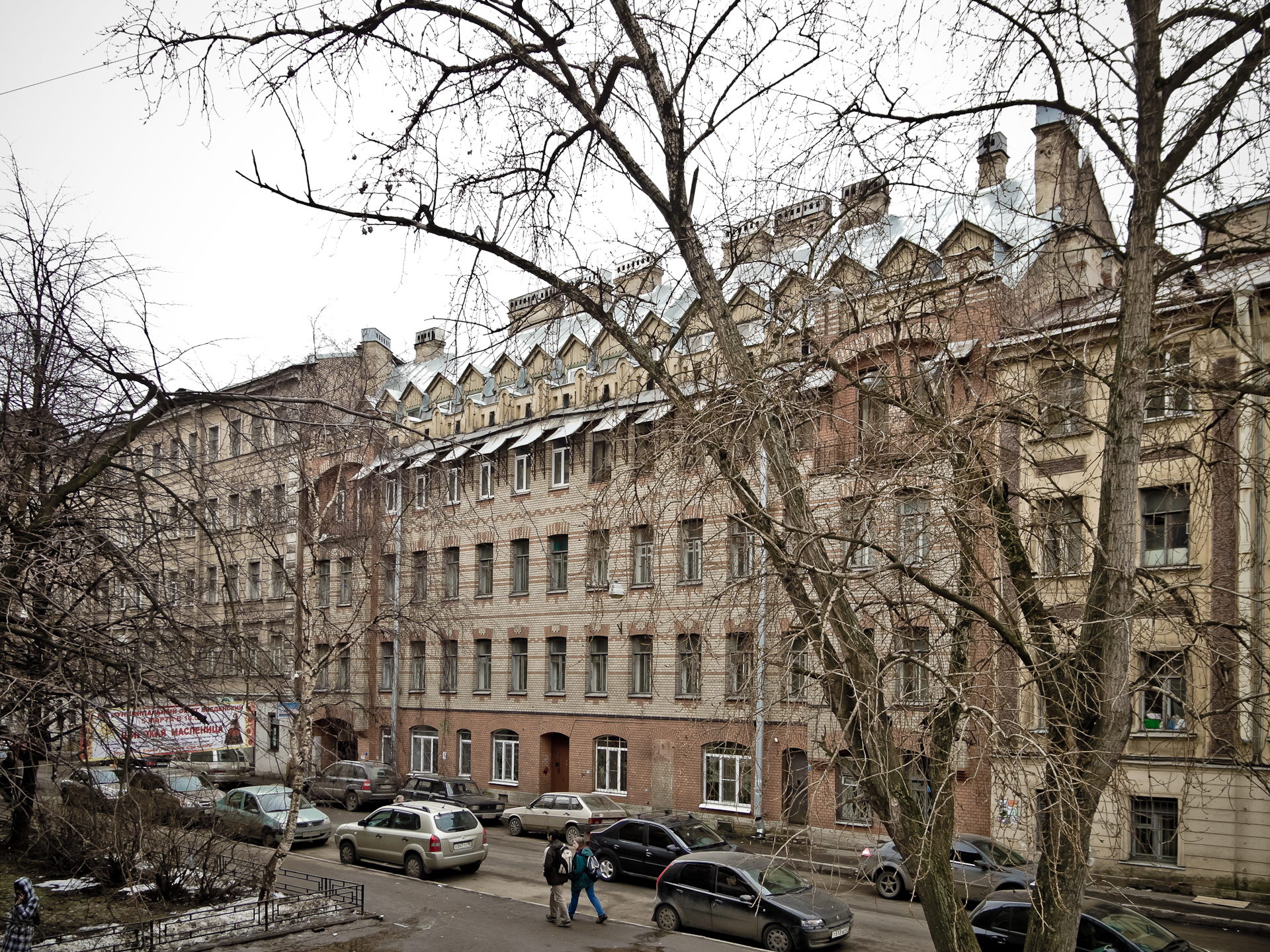
Доходный дом Кандаурова (Лытиковой) (№ 12)
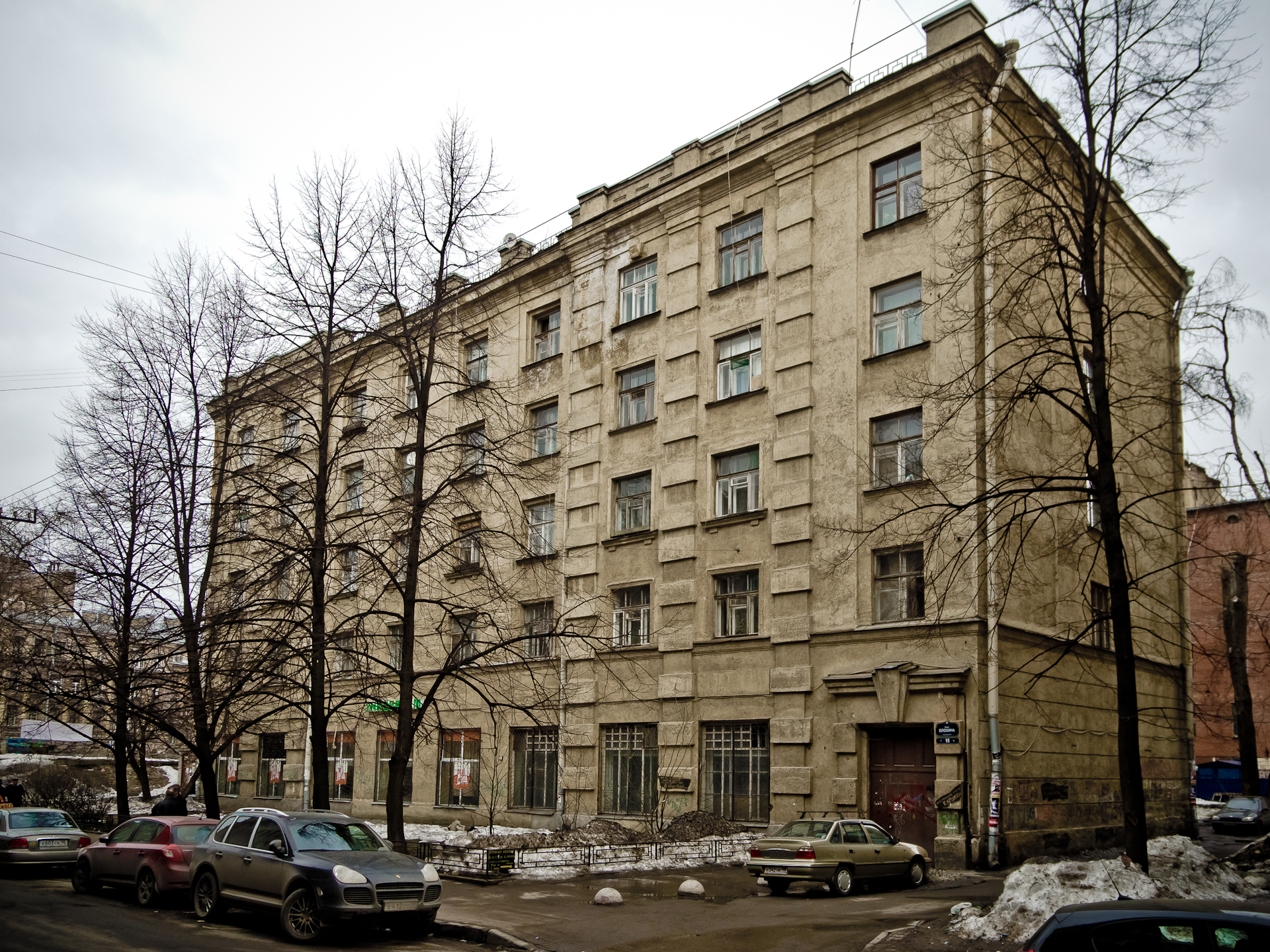
Дом № 15
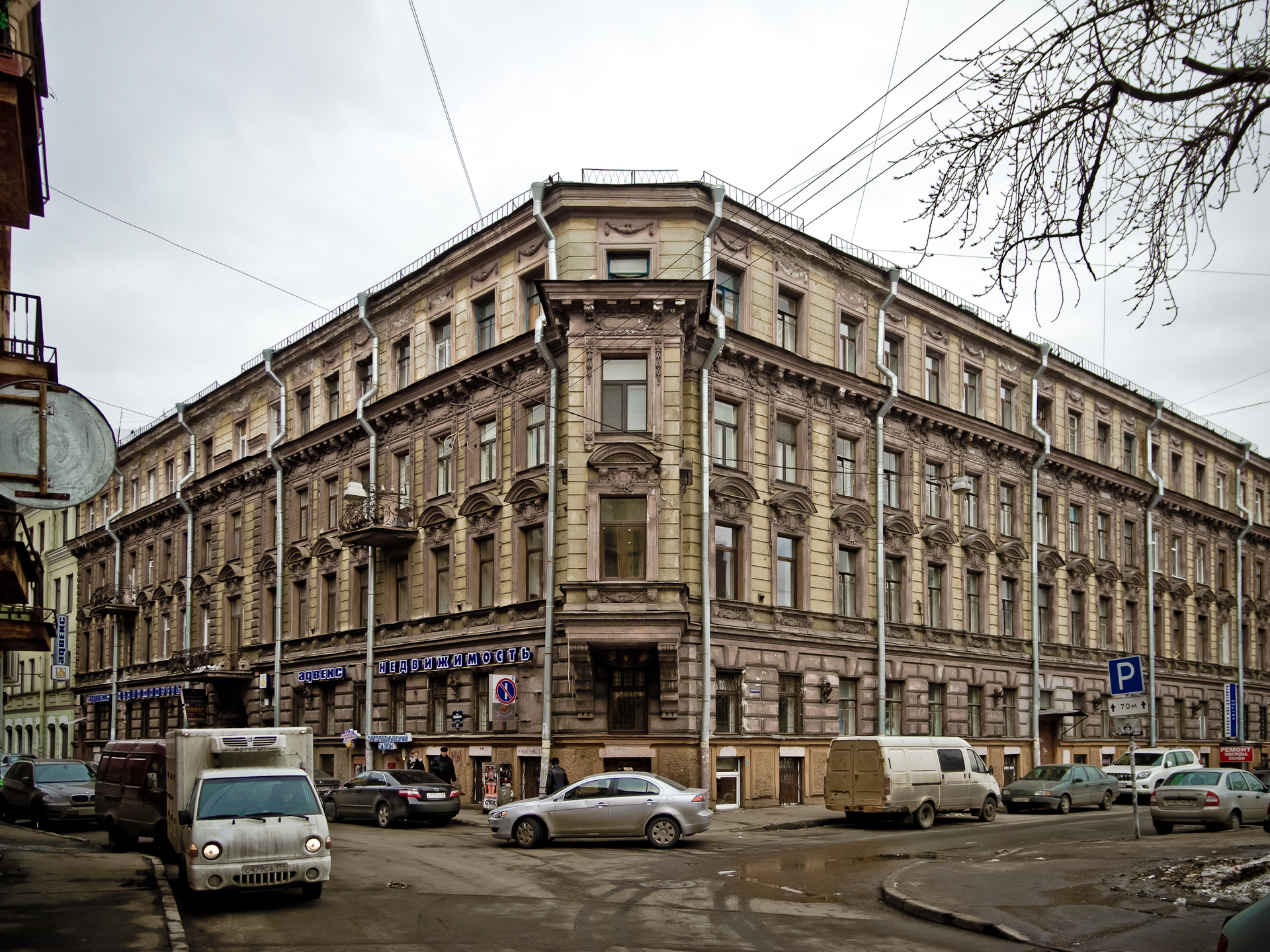
Доходный дом военного инженера Н. И. Полешко (№ 17)
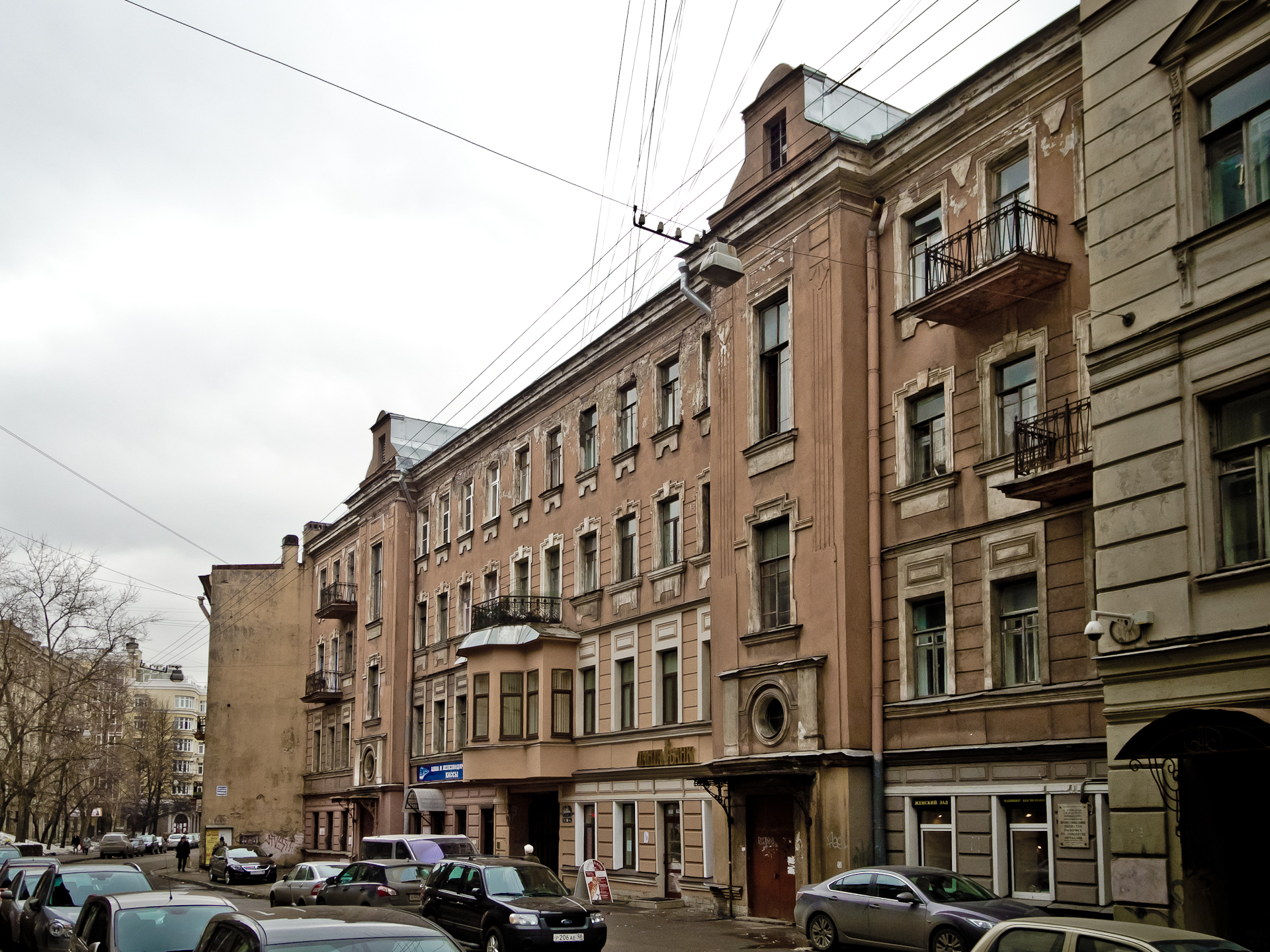
Доходный дом Второго Российского страхового общества (№ 18)
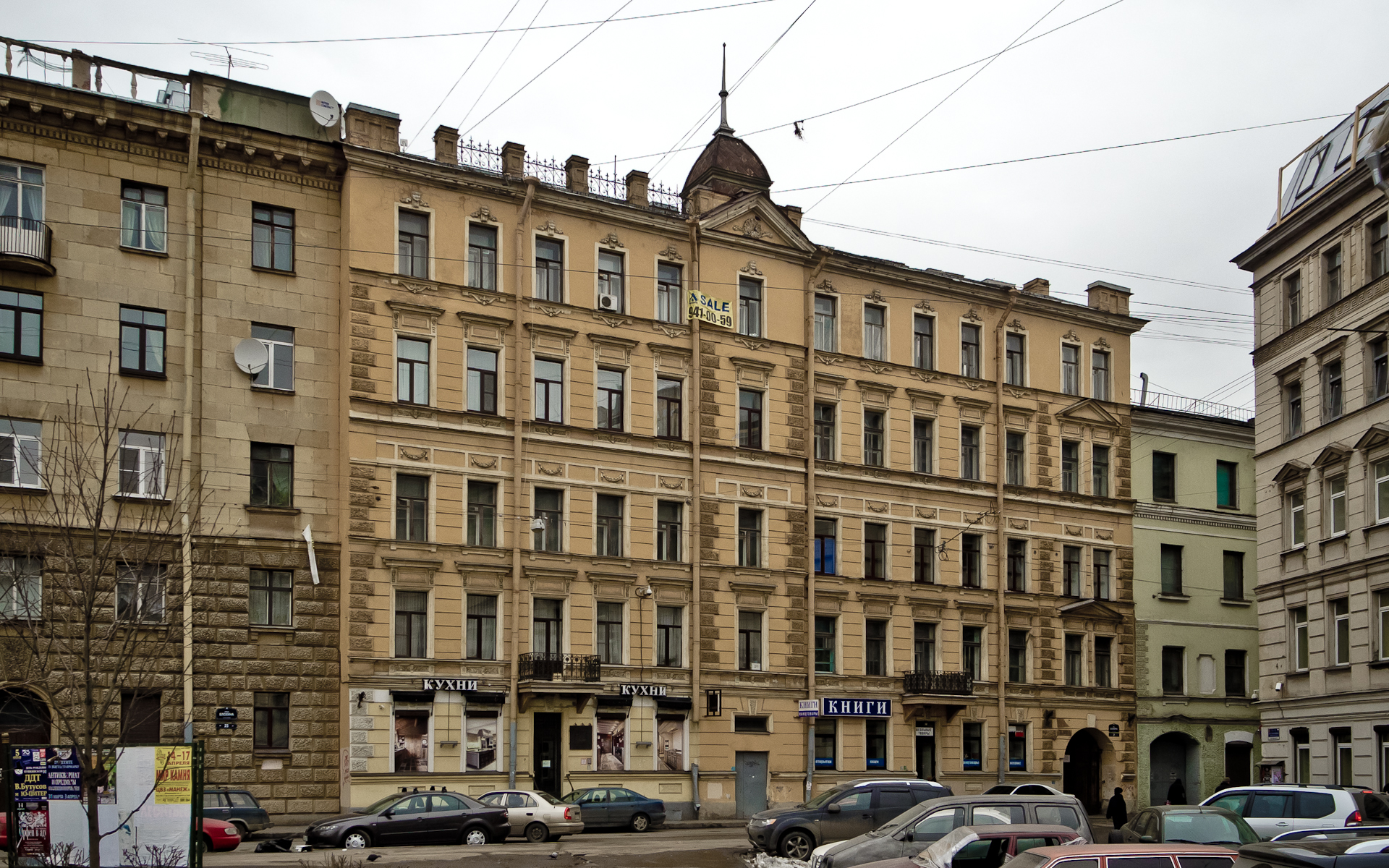
Улица Блохина, дом 21
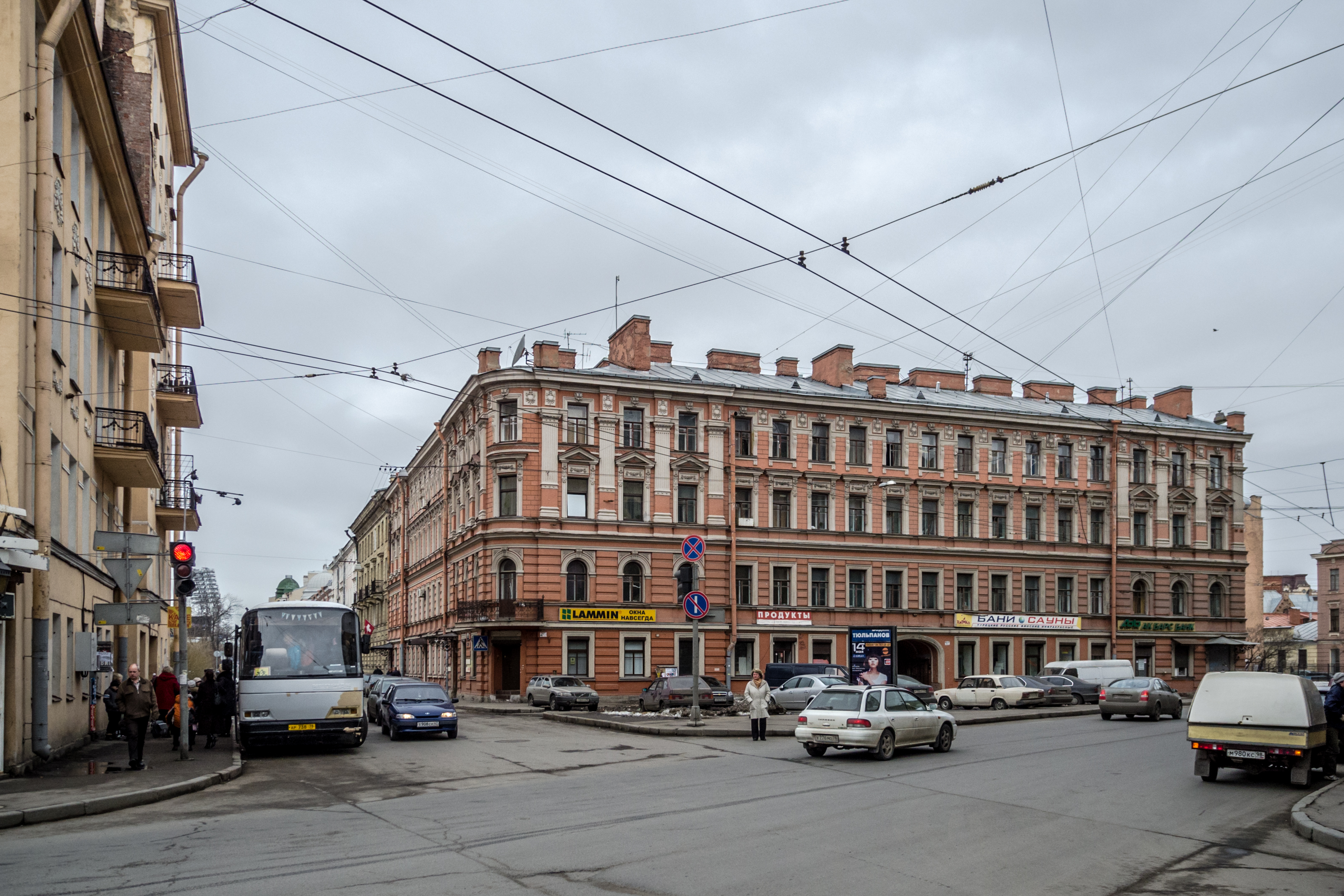
Доходный дом в стиле модерн, 1898—1899, арх. Сергей Баранкеев
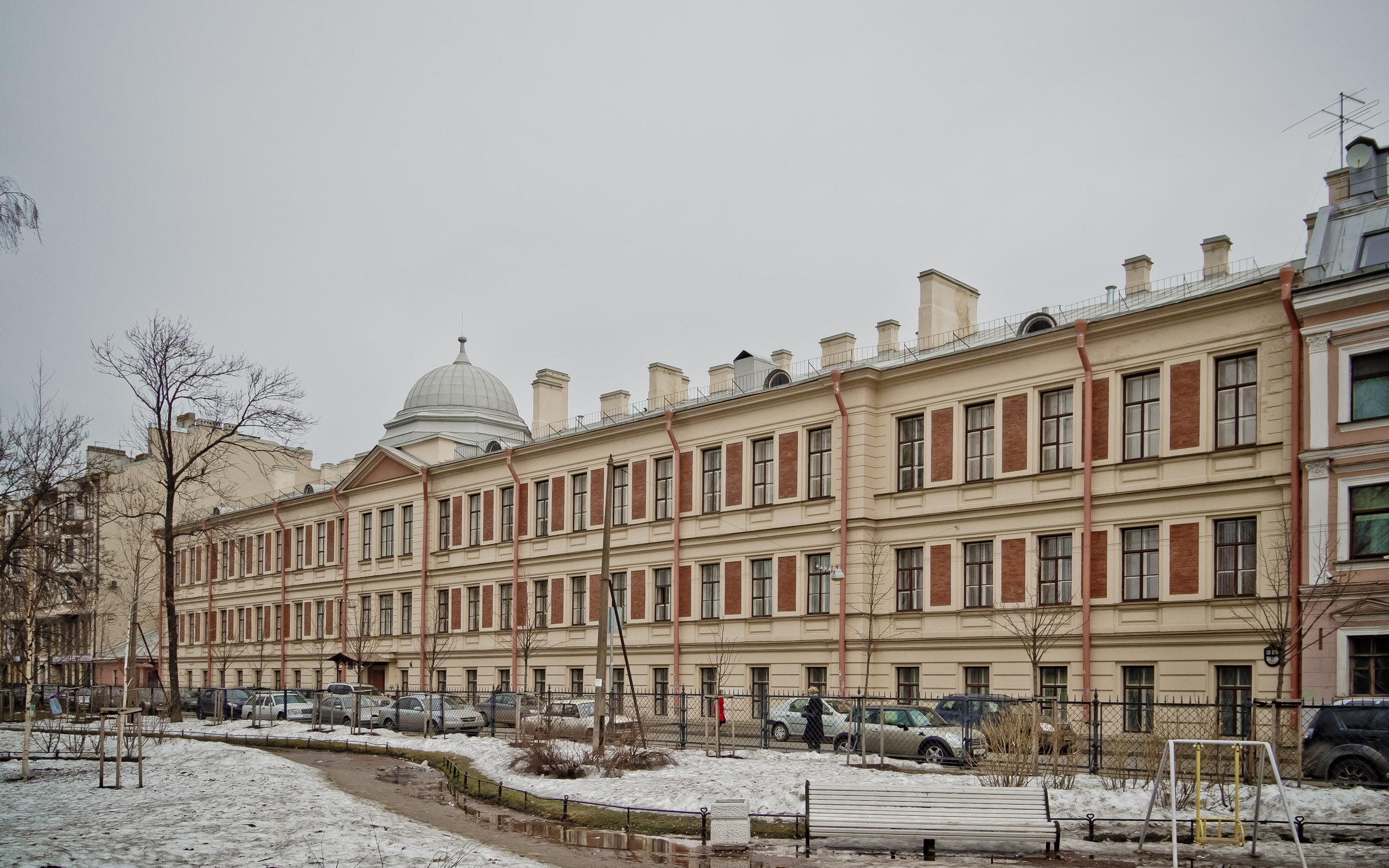
Бывшее училище святой Елены, 1898—1901